# Eureka, Illinois
Eureka är en stad (city) i Woodford County, i delstaten Illinois, USA. Enligt United States Census Bureau har staden en folkmängd på 5 319 invånare (2011) och en landarea på 7,8 km². Eureka är huvudort i Woodford County.